# Thanatus formicinus
Thanatus formicinus es una especie de araña cangrejo del género Thanatus, familia Philodromidae. Fue descrita científicamente por Clerck en 1757.

## Distribución
Esta especie se encuentra en América del Norte, Europa, África del Norte, Turquía, Cáucaso, Rusia (de Europa al Lejano Oriente), Irán, Kazajistán, Asia Central, China y Japón.